# Lanius phoenicuroides

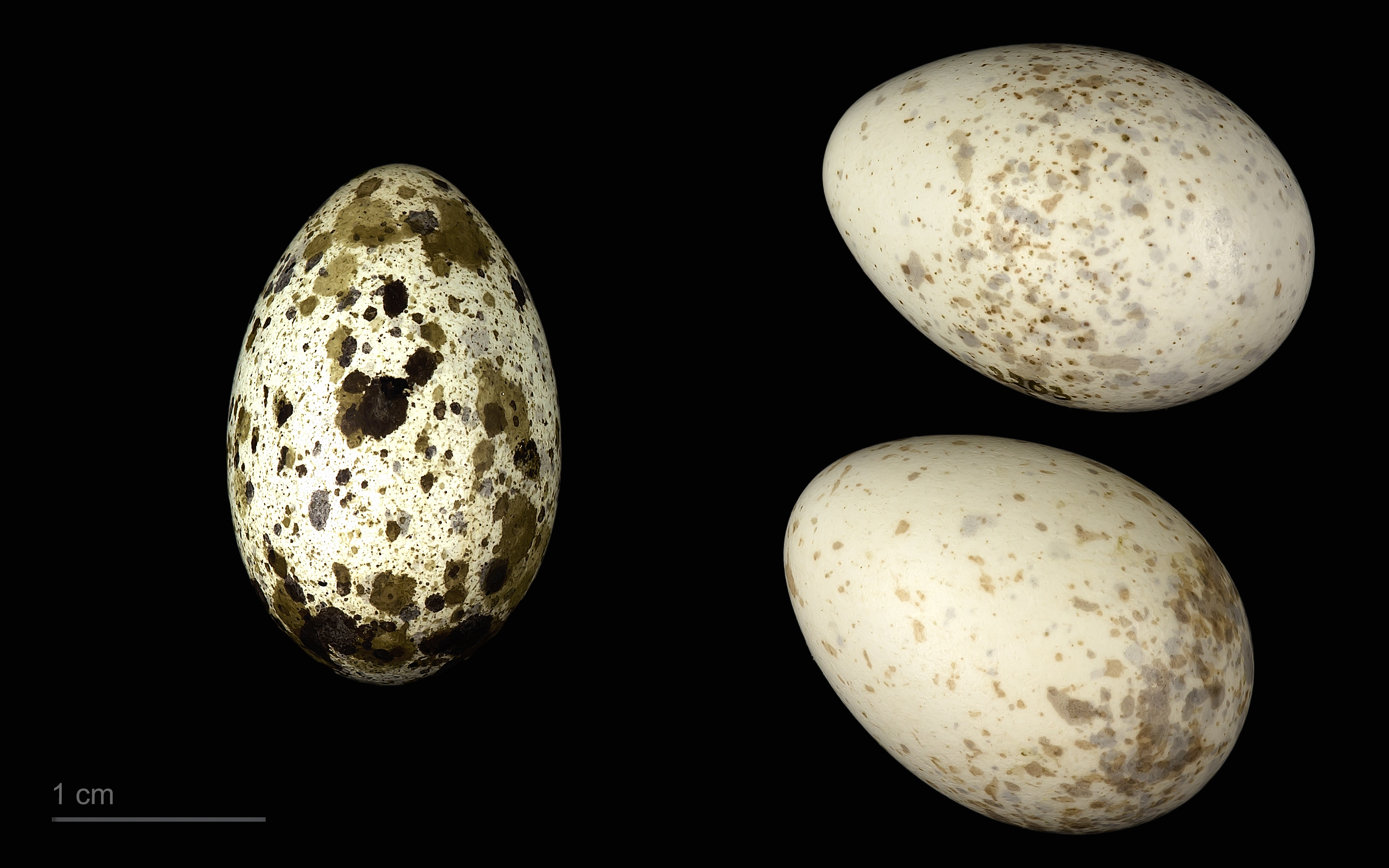
Cuculus canorus en un nido de Lanius phoenicuroides - MHNT

El alcaudón colirrojo  (Lanius phoenicuroides) es una especie de ave paseriforme de la familia Laniidae ampliamente distribuida en Asia y África. Anteriormente era considerado conespecífico con el alcaudón isabel (Lanius isabellinus) pero debido a diferencias en el comportamiento biológico, morfológico y genético molecular fue elevado al rango de especie.